# فرار از نیویورک
فرار از نیویورک (به انگلیسی: Escape from New York) عنوان فیلمی اکشن و آخرالزمانی به کارگردانی جان کارپنتر می‌باشد که در سال ۱۹۸۱ اکران عمومی شد. خواننده معروف سبک سول و ریتم اند بلوز آیزاک هیز در این فیلم ایفای نقش کرده‌است.

## داستان
شهر نیویورک به زندانی بزرگ تبدیل شده‌است. در این میان هواپیمای رئیس جمهور آمریکا دزدیده شده و در نیویورک سقوط می‌کند. اسنیک پلیکسین (با بازی
کورت راسل) که به زهری مرگبار مبتلا گردیده، مجبور می‌شود تا مأموریتی را در شهر نیویورک انجام داده و رئیس جمهور را از چنگ آدم ربایان، قبل از اینکه زهر او را از پای درآورد، فراری دهد و پادزهر را به خود تزریق کند اما …

## بازیگران
- کورت راسل در نقش اسنیک پلیسکین
- لی وان کلیف در نقش باب هاک
- آیزاک هیز در نقش دوک